# Girl Gang: El preu de ser influencer
Girl Gang: El preu de ser influencer és un documental suís del 2022 dirigit per Susanne Regina Meures. La pel·lícula es va exhibir a la competició internacional del Festival Internacional de Cinema Documental de Copenhaguen el juny de 2022 i es va estrenar el 20 d'octubre del mateix any als cinemes. S'ha doblat al català pel programa Sense ficció de TV3.

## Sinopsi
Girl Gang segueix la influenciadora Leoobalys, de catorze anys, en la seva vida quotidiana. Viu a Berlín i ja té gairebé un milió de seguidors quan és adolescent. Publica instantànies de la seva vida a Instagram, Snapchat i YouTube. Al començament del rodatge, el seu pare, l'Andreas, encara treballa com a cambrer, però amb l'èxit creixent de la Leonie, la seva carrera es torna cada cop més lucrativa. Per tant, els pares decideixen en el transcurs de la pel·lícula assumir la gestió dels perfils de la seva filla. D'una banda, per protegir-la; de l'altra, perquè la seva filla viu fins a cert punt el seu propi somni. “No vull tornar mai a la meva antiga vida”, diu el pare, l'Andreas, en un moment donat. La mare de la Leonie en particular té por del fracàs. Exteriorment, la Leoobalys viu una vida perfecta. Però la pressió d'haver de produir contingut constantment, així com el seu propi perfeccionisme, l'afecta.
Les escenes de la vida de la jove influenciadora es contrasten amb la perspectiva de la Melanie, que viu en un petit poble de Baviera. És fan de la Leoobalys i té una pàgina de fans per a ella. Somia trobar-se amb la Leoobalys algun dia.
L'acció de la pel·lícula documental va acompanyada d'una història de fons en forma de conte de fades explicat de manera moderna.

## Producció
Segons la directora Susanne Regina Meures, "va parlar amb més de 160 noies, al carrer, als patis de les escoles, als parcs, a través d'Instagram". Va conèixer a la Leoobalys després d'uns sis mesos en una fira juvenil. La directora va planejar originalment una pel·lícula sobre ella i els seus amics, però després va canviar el seu enfocament dels amics a interactuar amb la seva família. Meures va mantenir el títol original perquè "va entendre que les colles de noies d'avui ja no són les noies del parc, sinó els grups de noies que es formaven a Internet". La directora va conèixer a la Leoobalys quan tenia tretze anys. En aquell moment, la jove influenciadora ja tenia mig milió de seguidors. El rodatge va començar després del catorzè aniversari, i al final del rodatge tenia disset anys.

## Premis i reconeixements
- 2022: Premi de Cinema de Zúric en la categoria de millor documental[3]
- 2022: Menció d'Honor a la categoria A Different Tomorrow del Festival Internacional de Cinema de Reykjavík
- 2022: Premi del públic kinokino del Festival Internacional de Cinema Documental de Múnic[5]
- 2022: Millor muntatge internacional a la competició internacional del Doc Edge Festival de Nova Zelanda[6]
- 2022: Nominada a la categoria de Documental Europeu als Premis del Cinema Europeu[7]
- 2023: Nominada a la categoria del millor documental als Premis del Cinema Suís[8]